# インターナショナル・クリスチャン・アカデミー名古屋
一般財団法人インターナショナル・クリスチャン・アカデミー名古屋 (ICAN; International Christian Academy of Nagoya) とはかつて愛知県長久手市に存在したインターナショナル・スクールである。1991年に設立されたこの学校は2001年以降はNICSの系列校になったが、2021年に閉校となっている。
閉校になる以前はPre-Kから12年生までの学年のクラスがあり、北米式のカリキュラムを採用していた。またICANはWASC 及びACSI の認定校でもあった。
ICANは2012年のNational History Bee and BowlのBowl部門を優勝し、Bee部門でも日本地区の上位3校になっている。